# کلان‌شهر و زندگی ذهنی
کلان شهر و زندگی ذهنی (به انگلیسی: The Metropolis and Mental Life) مقاله ای است (به آلمانی: Die Großstädte und das Geistesleben) که در سال ۱۹۰۳ توسط جامعه‌شناس آلمانی، جورج زیمل (۱ مارس ۱۸۵۸–۲۸ سپتامبر ۱۹۱۸) نوشته شده‌است.

## نمای کلی
یکی از پرخواننده‌ترین آثار زیمل، «کلان‌شهر» است که در اصل به عنوان یکی از مجموعه سخنرانی‌ها در مورد تمام جنبه‌های زندگی شهری توسط متخصصان زمینه‌های مختلف، از علم و دین گرفته تا هنر ارائه شد. این مجموعه در کنار نمایشگاه‌های شهر درسدن در سال ۱۹۰۳ برگزار شد. ابتدا از زیمل خواسته شد در مورد نقش زندگی ذهنی (یا علمی) بر کلان شهر سخنرانی کند ولی او موضوع را معکوس کرد تا تأثیر کلان شهر را بر ذهن افراد تجزیه و تحلیل کند. در نتیجه، هنگامی که سخنرانی‌ها به عنوان مقاله در یک کتاب منتشر می‌شد، برای پر کردن این شکاف، ویراستار مجموعه مجبور شد خودش مقاله‌ای در مورد موضوع اصلی ارائه دهد.
زیمل روان‌شناسی فرد در زندگی روستایی را با روان‌شناسی شهرنشین مقایسه کرد. پژوهش‌های او نشان می‌دهد روان‌شناسی انسان توسط کلان شهرها تغییر می‌کند. فرد باید با چنین تغییری در یک محیط شهری مبارزه کند که روان‌شناسی چنین فردی برای محافظت از خود در برابر محرک‌های کلان شهر، دفاعی ایجاد کند. به این ترتیب، نگرش و روان‌شناسی شهرنشینان اساساً با فردی متفاوت است که در روستا زندگی می‌کند؛ بنابراین، روان‌شناسی ساکنان شهر، آن چیزی را نشان می‌دهد که زیمل به عنوان انطباق و تعدیل توصیف می‌کند که در نهایت ساختارهای کلان شهر را منعکس می‌سازد. زیمل زندگی روستایی را ترکیبی از روابط معنادار توصیف می‌کند که در طول زمان ایجاد شده‌است.  این نوع روابط را نمی‌توان در کلان شهر به دلایل متعددی (مانند ناشناس بودن، تعداد فروشندگان و غیره) برقرار ساخت و در نتیجه، شهرنشین تنها می‌تواند با ارز ارتباط برقرار کند - پول و مبادله رسانه‌ای می‌شود که شهرنشینان اعتماد خود را در آن سرمایه‌گذاری می‌کنند.
زیمل به دنبال توضیح ماهیت انسان و چگونگی نقش آن در جامعه است.

## ترجمه فارسی
گئورگ زیمل: کلانشهر و حیات ذهنی، مترجم یوسف اباذری، تهران: نشریه نامه علوم اجتماعی: دوره ۳، شماره ۰ - شماره پیاپی ۱۱۸۴،
فروردین ۱۳۷۲، صص ۵۳–۶۶.
چکیده:
پیچیده‌ترین مسائل زندگی مدرن از ادعای فرد برای حفظ استقلال و فردیت هستی خویش در برابر نیروهای سهمگین اجتماعی و میراث تاریخی و فرهنگ برونی و فن زندگی ناشی می‌شود. مبارزه با طبیعت که انسان ابتدایی می‌بایست برای حفظ موجودیت جسمانی خویش بدان مبادرت ورزد در این شکل مدرن به آخرین دگردیسی خود رسیده‌است. قرن هیجدهم از آدمی طلبید که خود را از تمامی قیود تاریخی در قلمرو دولت و اخلاقیت و اقتصاد رها سازد. سرشت آدمی که به اعتقاد آن قرن اساساً نیک و مشترک بین همه انسانهاست باید بدون مانعی تحول یابد. قرن نوزدهم علاوه بر آزادی بیشتر تخصصی شدن عملکردی آدمی و کار او را نیز طلب کرد. تخصصی شده باعث می‌شود که نتوان فردی را با فرد دیگر قیاس کرد و هر کسی تا بالاترین حد ممکن به عنصری ضروری مبدل می‌شود. به هر تقدیر‘ تخصصی شدن وابستگی هر آدمی را به فعالیتهای مکمل آدمیان دیگر بارزتر می‌سازد. نیچه معتقد است که تحول کامل هر فرد مشروط به مبارزه بی‌امان افراد با یکدیگر است. سوسیالیزم به همین دلیل به امحای هر نوع رقابت اعتقاد دارد. در هر صورت در تمامی این موارد یک انگیزه اصلی در کار است: فرد در برابر فروکشیده شدن و خردشدن به وسیله مکانیزم اجتماعی – تکنولوژیک مقاومت می‌کند. پرسش دربارهٔ معنای درونی زندگی جدید و محصولات آن و دربارهٔ روح به اصطلاح کالبد فرهنگی باید در جستجوی حل معادله ای باشد ک ساختارهایی نظیر کلانشهر میان فرد و محتواهای فرافردی زندگی برقرار کرده‌است. چنان پرسشی باید به این سؤال پاسخ گوید که چگونه شخصیت‘ خود را با نیروهیا برونی سازگار می‌سازد. من اکنون به توضیح این امر خواهم پرداخت.
بنیاد رواشناختی فرد نوع کلانشهری در شدت یافتن تحریکات عصبی نهفته‌است که خود ناشی از تغییر سریع و بدون وقفه محرکهای برونی و درونی است. آدمی موجودی است که دارای قوه ممیزه است. ذهن آدمی را تفاوت میان تأثرات لحظه ای و آنچه ماقبل آن است تحریک می‌کند. تأثرات پایدار‘ تأثراتی که فقط اندکی با یکدیگر تفاوت دارند و روالی منظم و مبتنی بر عادت دارند و نشان تفاوتهای منظم و مبتنی بر عادت هستند‘ جملگی به اصلاح نیازمند آگاهی کمتری هستند‘ خاصه در مقایسه با تجاربی چون یورش سریع تصاویر متغیر و ناپیوستگی ادراک مبتنی بر نگاهی واحد و غیرمنتظره بودن هجوم تأثرات. ای حالات‘ حالات روانشناختی هستند که کلانشهر می‌آفریند. در مورد بنیادهای حسی حیات ذهنی‘ شهر تفاوت بسیاری با شهر کوچک و زندگی روستایی دارد. این امر خود را در هر بار گذشتن از خیابان و در ضربان و تنوع زندگی اقتصادی و شغلی و اجتماعی نشان می‌دهد. کلانشهر از آدمی به منزله موجودی تمیزگذار آگاهی بمراتب بیشتری را طلب می‌کند تا زندگی روستایی. در روستا آهنگ حرکت زندگی و تصاویر ذهنی حسی آشناتر و موزونتر است. دقیقاً با اتکا به این نکته است ک خصلت پیچیده حیات ذهنی کلانشهری فهمیدنی می‌شود‘ آنهم در قیاس با زندگی در شهر کوچک که بیشتر به روابط عمیق و عاطفی مبتنی است. روابط عمیق و عاطفی در لایه‌های ناخودآگاهتر روان ریشه دارد و به بهترین شکل در متن آهنگ پایدار عادات ناگسسته توسعه می‌یابد. به هر رو‘ عقل در لایه‌های بالاتر و آگاهتر و شفافتر روان جای دارد و منعطفترین نیروی درونی ماست. عقل برای سازگاری با تغییر و تضاد پدیده‌ها نیازمند شوک و انقلابات درونی نیست. ذهنی که محافظه کارتر است فقط از طریق چنان انقلاباتی است که می‌تواند با آهنگ کلانشهری وقایع سازگارشود؛ بنابراین نوع انسان کلانشهری – که البته هزار نوع دارد – اندامی را پرورش می‌دهد که از او در برابر وقایع تهدید کننده و تناقضات محیط برونی که می‌تواند وی را ریشه کن سازد‘ محافظت کند. او با مغز خود واکنش نشان می‌دهد نه با قلب خود. بدین ترتیب افزون شدن آگاهی به امتیازی روانی مبدل می‌شود؛ بنابراین زندگی کلانشهری آگاهی تشدید شده و سلطه عقل در انسان کلانشهری را بنیاد می‌نهد. واکنش نشان دادن به پدیده‌های کلانشهری به اندامی سپرده می‌شود که دارای حداقل حساسیت است و از عمق شخصیت دورترین فاصله را دارد؛ بنابراین اتکا به عقل و عقل‌گرایی از زندگی ذهنی در برابر قدرت سهمگین زندگی کلانشهری محافظت می‌کند. عقل‌گرایی در جهات متعدد شاخه می‌دواند و با پدیده‌های متنوع و مختلفی ترکیب می‌شود.

## ادامه مطلب
- باکر, استیو (1990). "نشانه خود در کلان شهر". مجله تاریخچه طراحی. انتشارات دانشگاه آکسفورد. ۳ (۴): ۲۲۷–۲۳۴. doi:10.1093/jdh/3.4.227. JSTOR 1315763.